# Роджерсвілл (Пенсільванія)
Роджерсвілл (англ. Rogersville) — переписна місцевість (CDP) в США, в окрузі Грін штату Пенсільванія. Населення — 215 осіб (2020).

## Географія
Роджерсвілл розташований за координатами 39°52′50″ пн. ш. 80°16′10″ зх. д. / 39.88056° пн. ш. 80.26944° зх. д. (39.880646, -80.269370).  За даними Бюро перепису населення США в 2010 році переписна місцевість мала площу 1,06 км², уся площа — суходіл.

## Демографія
Згідно з переписом 2010 року, у переписній місцевості мешкало 249 осіб у 103 домогосподарствах у складі 76 родин. Густота населення становила 235 осіб/км².  Було 112 помешкання (106/км²).
Расовий склад населення:
| - 98,0 % — білих |

До двох чи більше рас належало 1,2 %. Частка іспаномовних становила 1,6 % від усіх жителів.
За віковим діапазоном населення розподілялося таким чином: 12,9 % — особи молодші 18 років, 65,0 % — особи у віці 18—64 років, 22,1 % — особи у віці 65 років та старші. Медіана віку мешканця становила 47,5 року. На 100 осіб жіночої статі у переписній місцевості припадало 88,6 чоловіків;  на 100 жінок у віці від 18 років та старших — 85,5 чоловіків також старших 18 років.
Середній дохід на одне домашнє господарство  становив 77 962 долари США (медіана — 73 661), а середній дохід на одну сім'ю — 75 702 долари (медіана — 52 083). За межею бідності перебувало 9,3 % осіб, у тому числі 0,0 % дітей у віці до 18 років та 0,0 % осіб у віці 65 років та старших.
Цивільне працевлаштоване населення становило 108 осіб. Основні галузі зайнятості: освіта, охорона здоров'я та соціальна допомога — 32,4 %, сільське господарство, лісництво, риболовля — 14,8 %, науковці, спеціалісти, менеджери — 13,9 %.